# Celibato

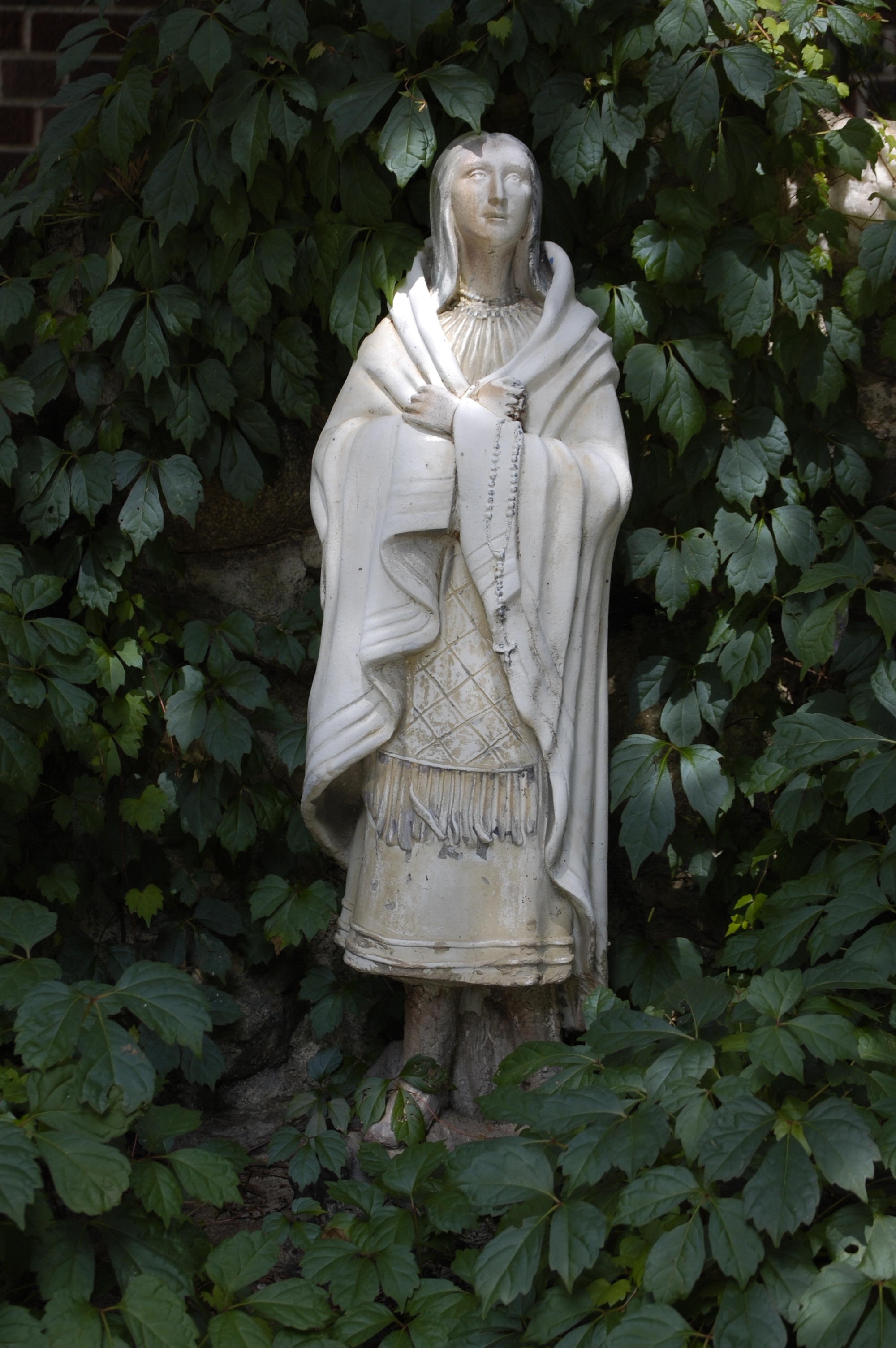
Estatua que representa a Catalina Tekakwitha, mujer católica que hizo un voto privado de virginidad perpetua y fue canonizada por Benedicto XVI en 2012. Parroquia de Nuestra Señora de Czestochowa, Turners Falls (Massachusetts).

Celibato es el estado del soltero o sea del célibe (en latín caelebs, caelibis). El término adquirió un sentido de compromiso, de opción de vida.
La opción por el celibato puede ser religiosa, como se presenta entre los sacerdotes y monjas católicos, los monjes budistas y otras religiones; filosófica, como la opción de Platón por el estado celibatal; social, como se presenta en quienes optan por dicho estado como opción personal. Lo común es que el estado celibatal sea voluntario, pero también puede ser inducido o forzado, como en el caso de los esclavos.
En el mundo occidental contemporáneo el concepto de celibato ha sido frecuentemente asociado a la Iglesia católica. Por su parte, Oriente conoce este estado por la Iglesia ortodoxa, el budismo y el hinduismo. Las opciones célibes de pensadores, escritores, artistas o líderes son menos conocidas que la de los religiosos, pero no por ello menos significativas.

## Historia

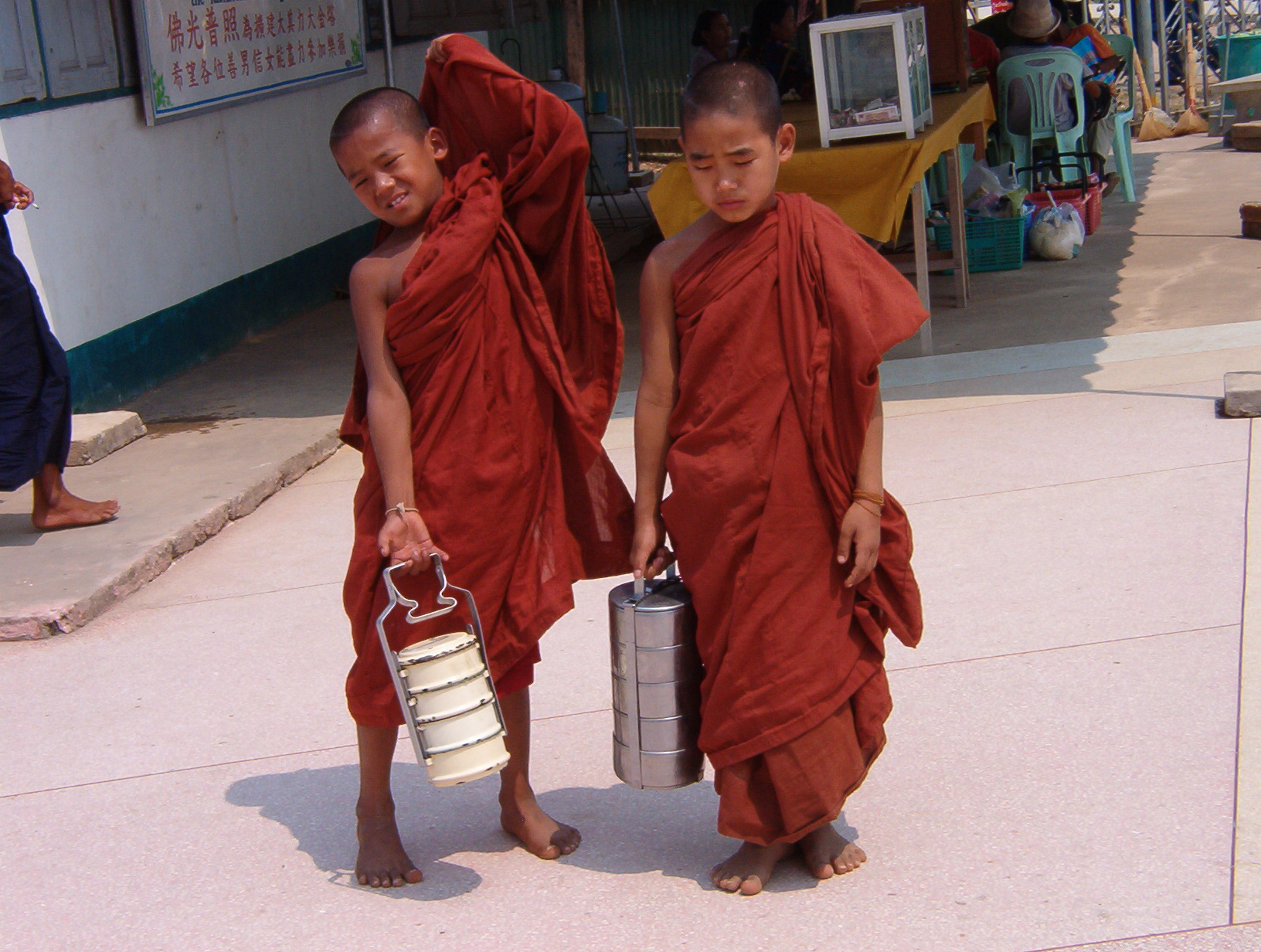
Novicios budistas entre cuyas prácticas de vida religiosa se encuentra el celibato, mucho más antiguo que en Occidente con el cristianismo.

### Del hinduismo al budismo
Las opciones célibes eran ya conocidas en India a través del hinduismo con el surgimiento de los ascetas y anacoretas y aquellos que dejaban el mundo material para buscar la explicación trascendental de la existencia a través de la contemplación. Este esquema puede ser probado en los testimonios de Siddharta Gautama (560 y 480 a. C.), quien en búsqueda de la verdad se une a estos. Si bien el joven bráhmana no continuó el camino de los anacoretas hinduistas, indudablemente estos influenciarían mucho en la espiritualidad que de él se seguiría.
El monje budista es el que sigue el camino del Buda y por lo tanto busca el desapego como método de la realización plena. Según el budismo, el sufrimiento del mundo es producto del apego y en dicho sentido el casarse no está contemplado dentro de ese camino de desprendimiento. El mismo Siddharta abandonó a Iashodhara, con la cual se había casado a la edad de 16 años y con quien había tenido un hijo, Rahula, quien después se uniría a sus enseñanzas como bonzi.
El celibato budista ha tenido sus réplicas contemporáneas por parte de movimientos seculares en países de mayoría budista. Uno de los ejemplos es la película de Pan Nalin, Samsara (2001), en la cual se cuestiona el abandono de Yasodhara y su hijo por parte de Siddharta a través de la historia de amor de un joven bonzi que se enamora de una muchacha de la aldea cercana. El joven abandona el monasterio y se casa con ella, pero después de varios años siente la nostalgia de la comunidad religiosa y —tal como Siddharta con Iasodhara— la abandona tras la imprecación de su esposa, quien le dice «¿Qué es más importante: satisfacer mil deseos o conquistar tan sólo uno?».

### En el judaísmo y el islam
Aparte de hinduistas y griegos, son escasos los pueblos que le dieran valor al celibato y, como sucedió con el judaísmo bíblico este era visto más como una maldición divina. Por ejemplo, en el voto de Jefté, su hija, la cual debía ser sacrificada según la promesa de su padre, no llora por su muerte, sino porque morirá virgen.
Poblar la tierra se establece como un mandato divino tal como está expresado en el Génesis e incluso antes del pecado del hombre, «Dios los bendice y les dijo: “Sed fecundos y multiplicaos, llenad la tierra”». Dicho mandamiento es reiterado después del relato del Diluvio universal: «Sed fecundos y multiplicaos y llenad la tierra». El deber bíblico de procrearse se expresa en Sara, la cual dice de sí misma que «Dios me ha impedido tener hijos» y para cumplir con el mandamiento ésta da a su marido a su esclava Agar: «Únete a mi esclava, de pronto de ella tendrás hijos». Después las dos esposas de Jacob con sus respectivas esclavas comienzan una auténtica competencia de procreación para dar descendientes a su marido de lo cual nacerían las doce tribus de Israel. Es significativo el diálogo entre Raquel y su marido quien le reclama «dadme hijos o si no me muero». Otros personajes bíblicos tendrían carácter similar: ya en los albores del cristianismo, una de las figuras más significativas es Isabel, esposa del sacerdote Zacarías, a quien se le concede un hijo en su vejez, lo que Lucas el Evangelista presenta como que «el Señor le había hecho misericordia».
Esta idea judaica pasaría igual al islam que es fiel a la reproducción de la vida como una ley divina según los mandamientos antiguos, incluso a través de la poligamia, practicada en la actualidad en muchos países.

## Cristianismo

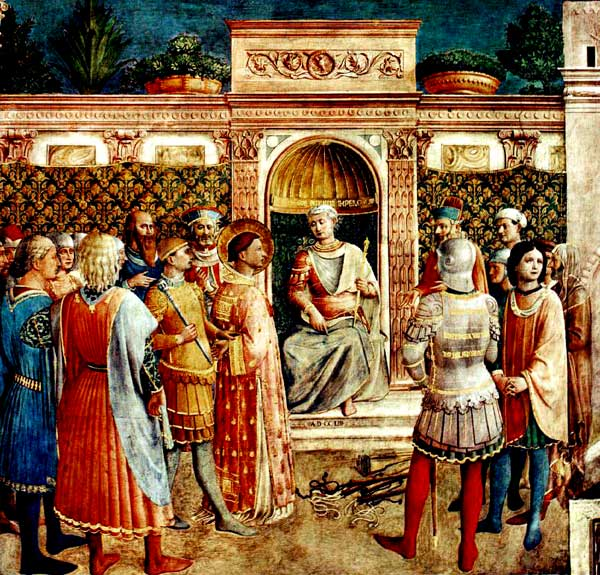
San Justino Mártir, pintura del 1447-1450 por Fra Angelico. Ya en el, San Justino testimonia que numerosos cristianos elegían por motivo religiosos la vida célibe.

La comunidad cristiana ha sostenido el celibato como una forma de vida reconocida y eminente en la Iglesia, aunque siempre de carácter minoritario. Para quienes optan por esta forma de vida, el celibato vivido por Jesús de Nazaret es el motivo y el modelo de todo celibato cristiano.
Por celibato cristiano se entiende no el mero hecho de la soltería, con o sin intención de casarse más tarde, sino la elección por motivos religiosos de ese estado, en combinación con la castidad, como manera permanente de vida. El celibato cristiano tiene varias dimensiones, entre ellas el celibato sacerdotal y el celibato monacal.
Como un movimiento nacido en el seno del judaísmo, el cristianismo ve la reproducción humana como precepto divino para el género humano, pero no para cada individuo. Si para el judaísmo bíblico la no procreación era signo de maldición o castigo, para el cristianismo dicha perspectiva puede ser asumida desde otra posición, cuando la no procreación es por opción religiosa. El cristianismo primitivo crea una cierta dicotomía entre la dimensión espiritual y los que «viven según la carne». A diferencia del Buda, Cristo no plantea el celibato como medio obligado para alcanzar la meta divina. Por ejemplo, cuando se refiere a la indisolubilidad del matrimonio recuerda la tradición:

¿No habéis leído que el Creador desde el comienzo los hizo varón y hembra y que dijo: Por eso dejará el hombre a su padre y a su madre y se unirá a su mujer, y los dos harán una sola carne?

El punto novedoso es precisamente la referencia a la continencia voluntaria como renuncia radical en vista del amor por el Reino de Dios, que sigue a esta exclusión del divorcio:

Le dijeron sus discípulos: Si así es la condición del hombre con su mujer, no conviene casarse. Entonces él les dijo: No todos son capaces de recibir esto, sino aquellos a quienes es dado. Pues hay eunucos que nacieron así del seno materno, y hay eunucos hechos por los hombres, y hay eunucos que se hicieron tales a sí mismos por el Reino de los Cielos. El que sea capaz de recibir esto, que lo reciba.

En este elemento que rompe completamente la tradición semítica, numerosos biblistas ven una invitación de Cristo al celibato perpetuo para consagrarse al Reino de los Cielos. Dicha mención será vital para el desarrollo de los varios tipos de celibatos cristianos y el reflejo en los demás documentos neotestamentarios del cual se ve a Pablo como el principal arquetipo:

En cuanto a lo que me habéis escrito, bien le está al hombre abstenerse de mujer. No obstante, por razón de la impureza, tenga cada hombre su mujer y cada mujer su marido (...)

El mayor desarrollo de este nuevo concepto lo hace Pablo en su tratado sobre el matrimonio y la virginidad en el capítulo VII de 1 Corintios. En dicho tratado pone a la paridad ambos estados, sin embargo señala:

El no casado se preocupa de las cosas del Señor, de cómo agradar al Señor. El casado se preocupa de las cosas del mundo; está por tanto dividido.

De todas maneras, cuando los autores neotestamentarios se refieren a la opción de la virginidad, no tienen en mente una jerarquía ministerial, sino que se dirigen a todo el cuerpo de los creyentes. Por otra parte, en las recomendaciones dadas en la Primera epístola a Timoteo se habla del obispo, como uno que debe ser irreprensible, casado una sola vez:

Es necesario que el obispo sea irreprochable, casado una sola vez, casto, dueño de sí, de buenos modales, que acoja fácilmente en su casa y con capacidad para enseñar. [...] Que sepa gobernar su propia casa y mantener sus hijos obedientes y bien criados. Pues si no sabe gobernar su propia casa, ¿cómo podrá guiar la asamblea de Dios?
Primera epístola a Timoteo 3, 2-5

Así mismo, afirma sobre los diáconos:

Los diáconos deberán ser casados una sola vez y que gobiernen bien a sus hijos y su casa. 1 Timoteo (3, 12)

De esta manera, los que ejercían un ministerio dentro de la Iglesia primitiva tenían la opción del celibato según las recomendaciones expuestas o podían ser hombres casados; pero muy temprano se impuso a los clérigos casados la obligación de la castidad total, con abstención de relaciones sexuales con sus esposas.
En las comunidades cristianas de los primeros siglos de nuestra era no se contempla ni bíblica ni tradicionalmente la soltería como estado obligatorio para la condición del sacerdote. Por falta de conocimiento adecuado de los hechos históricos, existen opiniones contradictorias respecto del comienzo del celibato clerical en la Iglesia y de su origen: algunos afirman que tomó el carácter de obligatorio en el siglo IV, mientras que otros interpretan que tuvo sus inicios en el II Concilio de Letrán (1139); algunos le adjudican origen apostólico, mientras que otros consideran que se trata de una expresión disciplinar tardía.

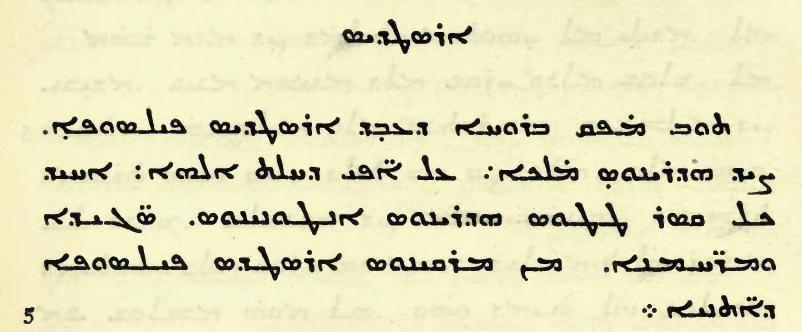
Título de la Apología de Aristides de Atenas

Entre los primeros cristianos, ya antes de la aparición de la vida monástica, muchos practicaron un ascetismo sexual. Justino Mártir  (c. 100 - c. 165) declaró: «Muchos hombres y mujeres de sesenta o setenta años, instruidos desde la niñez en las enseñanzas de Cristo, permanecen puros, y alardeo de poder indicar muchos ejemplos de toda clase de gente». Su coetáneo Aristides de Atenas (c. 133 – c. 190) escribió: «Encontrarías entre nosotros muchos hombres y mujeres que se envejecen sin casarse en la esperanza de unirse más con Dios».
De la parte en particular del clero, incluso casado, se contaba con cierto ascetismo. Así el Concilio de Elvira de los primeros años del siglo IV decretó en su canon 33: «Plugo prohibir totalmente a los obispos, presbíteros y diáconos o a todos los clérigos puestos en ministerio, que se abstengan de sus cónyuges y no engendren hijos y quienquiera lo hiciere, sea apartado del honor de la clerecía».

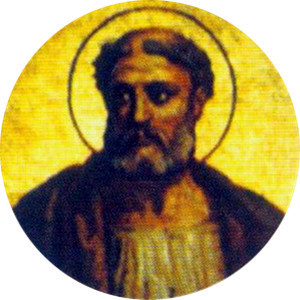
San Siricio papa

El concilio de Cartago del 390 dio la misma norma: «Todos los obispos, presbíteros y diáconos, custodios de la pureza, se abstengan de la relación conyugal con sus esposas, de tal forma que los que sirven en el altar puedan guardar una perfecta castidad». Los obispos presentes mencionaron también que con este decreto no estaban creando una novedad, sino que estaban conservando «lo que enseñaron los apóstoles y observaron los antiguos».

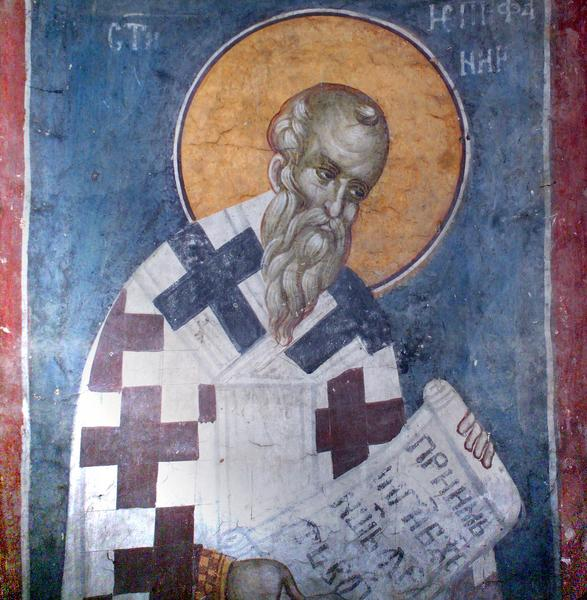
San Epifanio de Salamina

De la misma época y del mismo tenor son tres decretales de papa Siricio, con las que afirmó que la continencia temporal de los sacerdotes del Antiguo Testamento en los períodos de su servicio en el templo había sido convertida en perpetua en el Nuevo Testamento, y que las epístolas a Timoteo y Tito excluían a los hombres casados más de una vez porque el hecho de volver a casarse después la muerte de la primera esposa indicaba incapacidad de observar la perpetua continencia exigida a los clérigos.
Que esta disciplina era común a Oriente e a Occidente lo demuestra el griego Epifanio de Salamina (c. 310/320 - 403), Padre de la Iglesia. Él observó: «El hombre que continúa viviendo con su esposa y engendrando hijos no es admitido por la Iglesia como diácono, sacerdote u obispo, o subdiácono, aunque se casara una sola vez, sino solo el que siendo monógamo observa la continencia o es viudo, sobre todo en aquellos lugares donde los cánones eclesiásticos son muy precisos».
Recientes estudios han mostrado que —según dice un historiador greco ortodoxo— «el ideal de la continencia dentro del matrimonio —una especie de monacato doméstico— se practicaba por laicos piadosos, más especialmente por el alto clero, mucho más ampliamente de lo que a menudo se supone». Él observa que son muchos también los testimonios de la no observancia del ideal, cuya existencia explica la falta de oposición en la Iglesia ortodoxa a la imposición del celibato obligatorio de los obispos.
Evidentemente, ser soltero (el celibato en este sentido) no era entonces condición para ser ordenado clérigo. Tanto casados como célibes podían ser ordenados. Pero la exigencia de la perpetua continencia después de la ordenación llevó más tarde al celibato sacerdotal. También hoy en día la Iglesia católica afirma que la obligación del celibato es consecuencia de una obligación de continencia perfecta y perpetua por el Reino de los Cielos.
En inglés la palabra celibacy ya no significa necesariamente soltería: se usa, independientemente del estado civil de la persona, para indicar abstención de relaciones sexuales, la continencia. Algunos diccionarios indican que hoy en día este es el significado principal. El celibato en este sentido era obligatorio, por lo menos como ideal, para los clérigos cristianos desde muy temprano. Las fuentes existentes del siglo IV atribuyen a los apóstoles el origen de esta obligación moral de los clérigos de abstenerse de relaciones sexuales hasta con sus esposas.

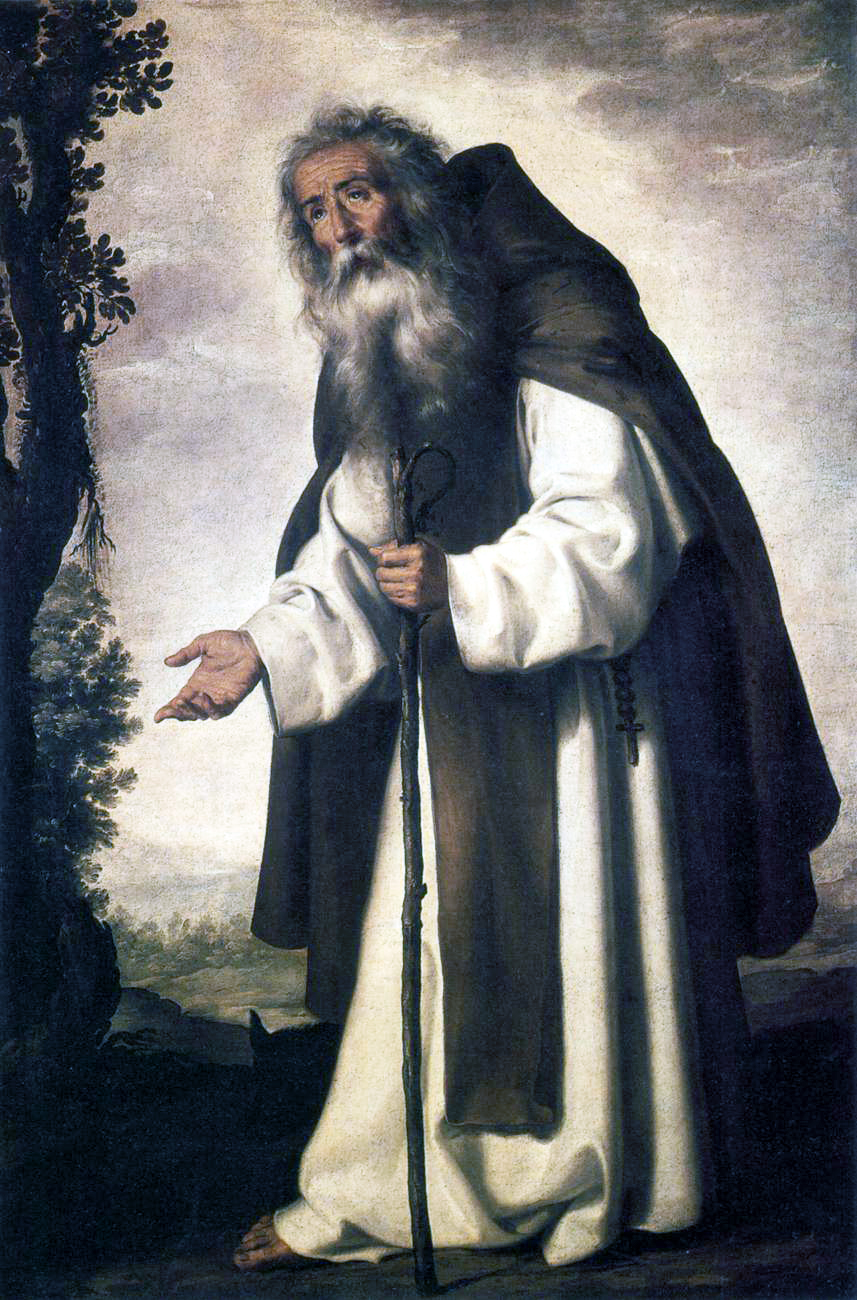
San Antonio abad (c. 251–356), por Francisco de Zurbarán. Los Padres del Desierto practicaron el celibato, la ascesis y el desprendimiento del mundo para seguir a Cristo de manera radical.

También si por «celibato» se entiende la exclusión del matrimonio, esa palabra se aplica a todos los obispos, presbíteros y diáconos de la antigua iglesia cristiana, ya que después de la ordenación no se les permitía casarse o volver a casarse. Ciertamente, al no deber tener relaciones conyugales, casarse no tendría sentido. Hay dificultades sobre la interpretación del canon 10 del Concilio de Ancira (314) sobre los diáconos, pero el canon 1 del Concilio de Neocesarea (c. 314/315) dice sin ambigüedad que «no es lícito a los presbíteros casarse». De aproximadamente el año de 365 es una colección armenia de cánones y de pocos años más tarde son las Constituciones apostólicas y los Cánones de los Apóstoles, que todas prohíben claramente el matrimonio de clérigos.

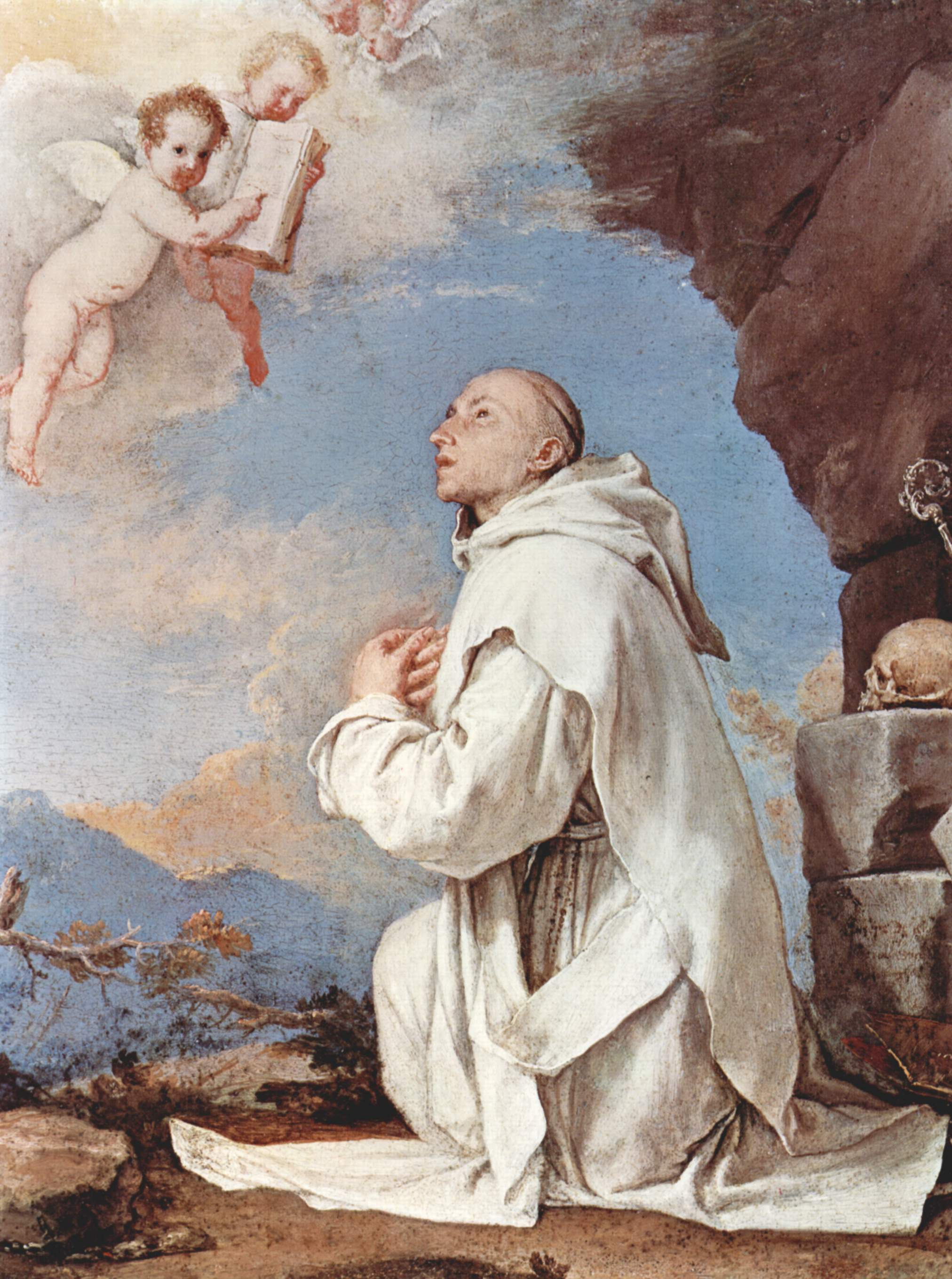
San Bruno, fundador de los Cartujos. El celibato monacal viene leído dentro del voto de castidad propio de los religiosos consagrados.

La Iglesia primitiva vio el surgimiento también de otros tipos de opción célibe. Uno era el de los monjes del desierto en Egipto. Con un curioso paralelo a los anacoretas de la India, muchos cristianos egipcios buscaron el desierto para seguir los consejos evangélicos en un proceso denominado fuga. Una de las obras que ilustra este proceso es la biografía que Atanasio escribió sobre San Antonio del Desierto entre 356 y 362. Esta vida del ermitaño era y es «predicación silenciosa de Aquel a quien ha entregado su vida, porque Él es todo para él. En este caso se trata de un llamamiento particular a encontrar en el desierto, en el combate espiritual, la gloria del Crucificado».
La palabra «monje», en griego μοναχός, inicialmente significaba «solitario», pero tomó otra significación cuando los monjes del desierto comenzaron a formar comunidades. Solitarios o comunitarios, los monjes del desierto tuvieron una gran influencia en el desarrollo del concepto de celibato como el abandono del mundo para un seguimiento radical de Cristo. Abrieron la experiencia de la vida consagrada tanto en la Iglesia latina como en las Iglesias ortodoxas bizantinas y orientales, con toda una gama de experiencias que pasarían por Pacomio, Agustín de Hipona hasta las reglas de san Benito y la formación de comunidades, congregaciones, institutos y órdenes. En este aspecto del cristianismo prevaldrían los votos religiosos como condición esencial de la vida consagrada: pobreza, castidad y obediencia.
También, «desde los tiempos apostólicos, vírgenes y viudas cristianas llamadas por el Señor para consagrarse a Él enteramente con una libertad mayor de corazón, de cuerpo y de espíritu, han tomado la decisión, aprobada por la Iglesia, de vivir en estado de virginidad o de castidad perpetua "a causa del Reino de los cielos"».

### Celibato sacerdotal en la Iglesia católica
En la Iglesia católica vige una disciplina sobre el celibato sacerdotal que respeta la pluralidad de tradiciones. Aquí se consideran la de la Iglesia latina y las de las Iglesias católicas orientales.

#### Celibato sacerdotal en la Iglesia latina

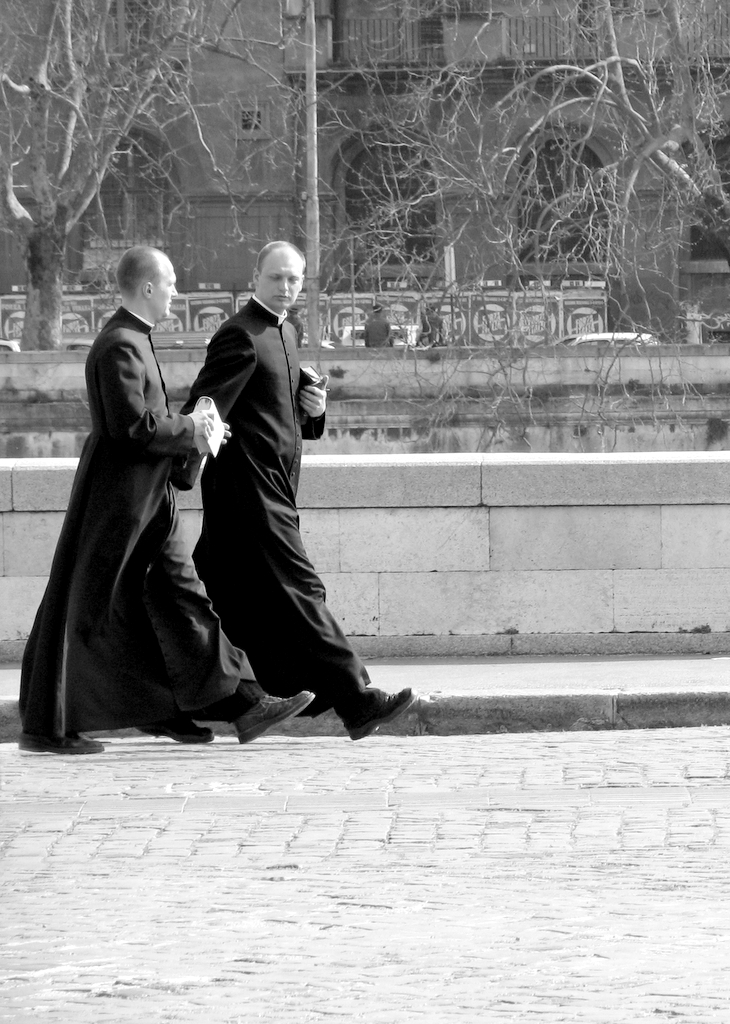
Sacerdotes católicos en Roma.

El Concilio Quinisexto de Constantinopla ofrece una visión general de la disciplina de la Iglesia latina en esta materia en el siglo VII. Se pedía a los hombres casados que recibían la ordenación de prometer a practicar después una continencia total. Como indicado arriba, esta norma fue considerada de origen apostólico y había sido confirmada por los concilios de Elvira (c. 306) y de Cartago (390) y por los papas Siricio (384–399) y León Magno (440–461). La promesa recordaba la norma sin garantizar su cumplimiento, porque las repetidas advertencias de concilios y papas son ya en sí mismas una indicación de faltas de fidelidad. La soltería no era todavía condición para ser ordenado, incluso si existía ya la tendencia a preferir a los solteros, como también en el este aconteció en la ordenación de obispos.
La observancia de las normas canónicas sufrió una disminución en los siglos posteriores, sobre todo en el llamado saeculum obscurum de la iglesia romana y latina, en el que se acusó también a los papas, cuales Juan XII, de comportamiento sexual escandaloso. Y el historiador anglicano Henry Charles Lea comenta que, si no hubiera la prohibición canónica, todos los oficios eclesiásticos se habrían convertido en herencia de padre clérigo a hijo clérigo a nieto clérigo. Las normas que emanaban los concilios locales se mostraban ineficaces.
En el siglo XI se produjo en Europa occidental un cambio de opinión sobre la tradición feudal. De acuerdo a esa tradición, los obispos y los curas párrocos recibían de los reyes u otros señores feudales los bienes de sus cargos y, como los otros feudatarios, debían prestar ciertos servicios, en algunos casos incluso militares, que podían ser substituidos por pagos de dinero. Pero lo que hasta entonces pocos consideraban reprobable comenzó a ser visto como grave injusticia. Así se empezó a condenar como simonía el pagar dinero al rey para ser nombrado obispo y como nicolaísmo el concubinato del clero. La reforma gregoriana del siglo XI se propuso poner remedio a estas dos enfermedades de la Iglesia.
Con referencia al papa Gregorio VII (1073 a 1085), se da a menudo el nombre de «reforma gregoriana» a todo el proceso de reforma del siglo XI, la que sin embargo comenzó antes de él. León IX (1049-1054), además de deponer a los obispos que habían comprado su nombramiento, reafirmó la prohibición para los sacerdotes y diáconos de las relaciones sexuales, y ordenó confinar a las concubinas del clero de Roma en el palacio de Letrán como siervas.
Bajo el Papa Nicolás II, el sínodo de 1059, que también reservó a los cardenales el derecho a elegir a los papas, prohibió a los fieles asistir a liturgias celebradas por clérigos que notoriamente tenían concubinas.
El II Concilio de Letrán de 1139 (tal vez ya el I Concilio de Letrán de 1123) declaró los matrimonios contraídos por clérigos de órdenes sagradas no solo ilícitos, sino nulos, pero no excluyó totalmente la ordenación de hombres casados. Dos siglos más tarde, en 1322, Papa Juan XXII todavía insistía en que no se debe ordenar al sacerdocio a un hombre casado sin el consentimiento de su esposa (por supuesto implicada por la prohibición de relaciones conyugales) y decretó que, si la mujer se negase a dar el consentimiento, el marido, aunque fuera ya ordenado, debería volver a la unión con su esposa y dejar de ejercer la orden recibida. Algunos dudan si el canon 21 atribuido al I Concilio de Letrán sea auténtico, y también hay dudas sobre su interpretación.
Se impusieron los decretos conciliares de exclusión del matrimonio de los clérigos en las órdenes sagradas, pero no sin oposición a veces violenta en Italia, Alemania, Francia, Normandía e Inglaterra.
Luego el Concilio de Trento, el 23 de noviembre de 1563, decretó: «Si alguno dijera que los clérigos constituidos en sagradas órdenes o regulares, que han hecho una profesión solemne de castidad, pueden contraer matrimonio, y que dicho matrimonio es válido a pesar de la ley eclesiástica o el voto; y que lo contrario no es más que una condena del matrimonio; y que todos los que piensan que no tienen el don de la castidad, aunque hayan hecho dicho voto, pueden contraer matrimonio, sea anatema, pues Dios no se rehúsa conceder ese don a los que lo piden con rectitud, ni 'permite que seamos tentados por encima de nuestras fuerzas' (1 Cor 10,13)».
Con este decreto el concilio confirmó en términos fuertes la exclusión de la capacidad de casarse después de la ordenación, pero no negó la posibilidad de ordenar a hombres ya casados. Para esto era más importante la orden del concilio de establecer en todas partes seminarios para la formación de candidatos célibes idóneos a las órdenes sagradas. Así se eliminó la necesidad de recurrir a hombres casados, que después de la ordenación serían obligados a abstenerse de relaciones conyugales con sus esposas.
El Código de Derecho Canónico de 1917 declaró «simplemente impedidos» para recibir las órdenes sagradas los que tienen esposa. Y el Código vigente, el de 1983, declara «simplemente impedidos para recibir las órdenes: 1) el varón casado, a no ser que sea legítimamente destinado al diaconado permanente».
El Código dice también: «Los clérigos están obligados a observar una continencia perfecta y perpetua por el Reino de los cielos y, por tanto, quedan sujetos a guardar el celibato, que es un don peculiar de Dios mediante el cual los ministros sagrados pueden unirse más fácilmente a Cristo con un corazón entero y dedicarse con mayor libertad al servicio de Dios y de los hombres».

##### Excepciones
La Iglesia latina admite ahora dos clases de excepciones a las normas que excluían relaciones conyugales por parte de clérigos casados y la ordenación de casados.
El Concilio Vaticano II declaró que «se podrá restablecer en adelante el diaconado como grado propio y permanente de la Jerarquía. [...] Con el consentimiento del Romano Pontífice, este diaconado podrá ser conferido a varones de edad madura, aunque estén casados, y también a jóvenes idóneos, para quienes debe mantenerse firme la ley del celibato».
Lo que el concilio previó fue desarrollado por Pablo VI con el motu proprio Sacrum diaconatus del 18 de junio de 1967: «Pueden ser llamados al diaconado hombres de edad más madura, ya célibes, ya casados; estos últimos, sin embargo, no sean admitidos si no consta no solo el consentimiento de la esposa, sino su probidad y la presencia en ella de cualidades naturales que no sean impedimento ni deshonra para el ministerio de su marido. Dicha edad se alcanza como límite mínimo al cumplir los treinta y cinco años; sin embargo, ha de entenderse en el sentido de que ninguno puede ser llamado al diaconado sin haber obtenido antes la estimación del clero y los fieles con ejemplo duradero de costumbres y propensión a servir».
El diácono permanente casado está exento de la obligación del canon 1037 del Código de Derecho Canónigo: «El candidato al diaconado permanente que no esté casado, y el candidato al presbiterado, no deben ser admitidos al diaconado antes de que hayan asumido públicamente, ante Dios y ante la Iglesia, la obligación del celibato según la ceremonia prescrita, o hayan emitido votos perpetuos en un instituto religioso».
Al que ha sido ordenado diácono, ya sea permanente o transitorio, no se permite casarse o volver a casarse: «Recibida la ordenación, los diáconos, inclusive los promovidos en edad más madura, quedan inhabilitados para contraer matrimonio en virtud de la disciplina tradicional eclesiástica».
Otra clase excepcional es la de los hombres casados que, después de ser ministros de una iglesia no católica, se convierten al catolicismo y desean ser ordenados en la Iglesia católica.
No hay problema para los clérigos casados de las iglesias ortodoxas bizantinas u orientales que se ponen en comunión con la Santa Sede: la Iglesia católica reconoce la validez de sus órdenes y lo acepta como clérigos de la correspondientes Iglesias católicas orientales. Pero niega la validez de las órdenes de las iglesias protestantes. Al hacerse católicos, los clérigos casados de estas iglesias pertenecen a la Iglesia latina. Si quieren ser clérigos católicos, su ordenación está sujeta a la disciplina latina, que normalmente reserva la ordenación para célibes.
Sin embargo, a partir de 1951, en la época del Papa Pío XII, se permite en casos particulares a ciertos hombres casados, antiguos pastores luteranos, calvinistas y anglicanos, ser ordenados sacerdotes en la Iglesia latina y continuar una vida matrimonial normal.
En su encíclica Sacerdotalis caelibatus de 24 de junio de 1967, Pablo VI se refirió a estos casos, al escribir: «De la misma manera que por una parte queda confirmada la ley que requiere la elección libre y perpetua del celibato en aquellos que son admitidos a las sagradas órdenes, se podrá por otra permitir el estudio de las particulares condiciones de los ministros sagrados casados, pertenecientes a Iglesias o comunidades cristianas todavía separadas de la comunión católica, quienes, deseando dar su adhesión a la plenitud de esta comunión y ejercitar en ella su sagrado ministerio, fuesen admitidos a las funciones sacerdotales; pero en condiciones que no causen perjuicio a la disciplina vigente sobre el sagrado celibato. [...] Pero todo esto no significa relajación de la ley vigente y no debe interpretarse como un preludio de su abolición. Y más bien que condescender con esta hipótesis, que debilita en las almas el vigor y el amor que hace seguro y feliz el celibato, y oscurece la verdadera doctrina que justifica su existencia y glorifica su esplendor, promuévase el estudio en defensa del concepto espiritual y del valor moral de la virginidad y del celibato».
Estas admisiones de exprotestantes a la ordenación presbiteral eran 12 en 2004 (alcanzando así un total de más de 200), 9 en 2005, 13 en 2006.
Aumentaron fuertemente el número de ordenaciones de casados exanglicanos después de la publicación de la constitución apostólica Anglicanorum coetibus del 4 de noviembre de 2009, con la que el papa Benedicto XVI estableció una estructura, llamada ordinariato personal, destinada para la recepción en la Iglesia católica de fieles e instituciones anglicanos. El artículo VI del documento establece algunas excepciones al canon 277 §1 del Código de Derecho Canónico («Los clérigos están obligados a observar una continencia perfecta y perpetua por el Reino de los cielos y, por tanto, quedan sujetos a guardar el celibato»): pueden ser admitidos a las sagradas órdenes de diácono y de presbítero (pero no de obispo) hombres casados que han ejercido los ministerio anglicanos de diácono, presbítero u obispo, si responden a los requisitos establecidos por el derecho canónico y no están impedidos por irregularidades u otros impedimentos; y además, excepcionalmente y solo caso por caso, pueden ser admitidos a las sagradas órdenes en los ordinariatos personales también exanglicanos casados que no han ejercido esos ministerios.
|                                                                                    |
| Ordinariato Personal de Nuestra Señora de Walsingham (Inglaterra y Gales, Escocia) |

|                                                                          |
| Ordinariato Personal de la Cátedra de San Pedro (Estados Unidos, Canadá) |

|                                                                              |
| Ordinariato Personal de Nuestra Señora de la Cruz del Sur (Australia, Japón) |

#### Celibato sacerdotal en las Iglesias católicas orientales

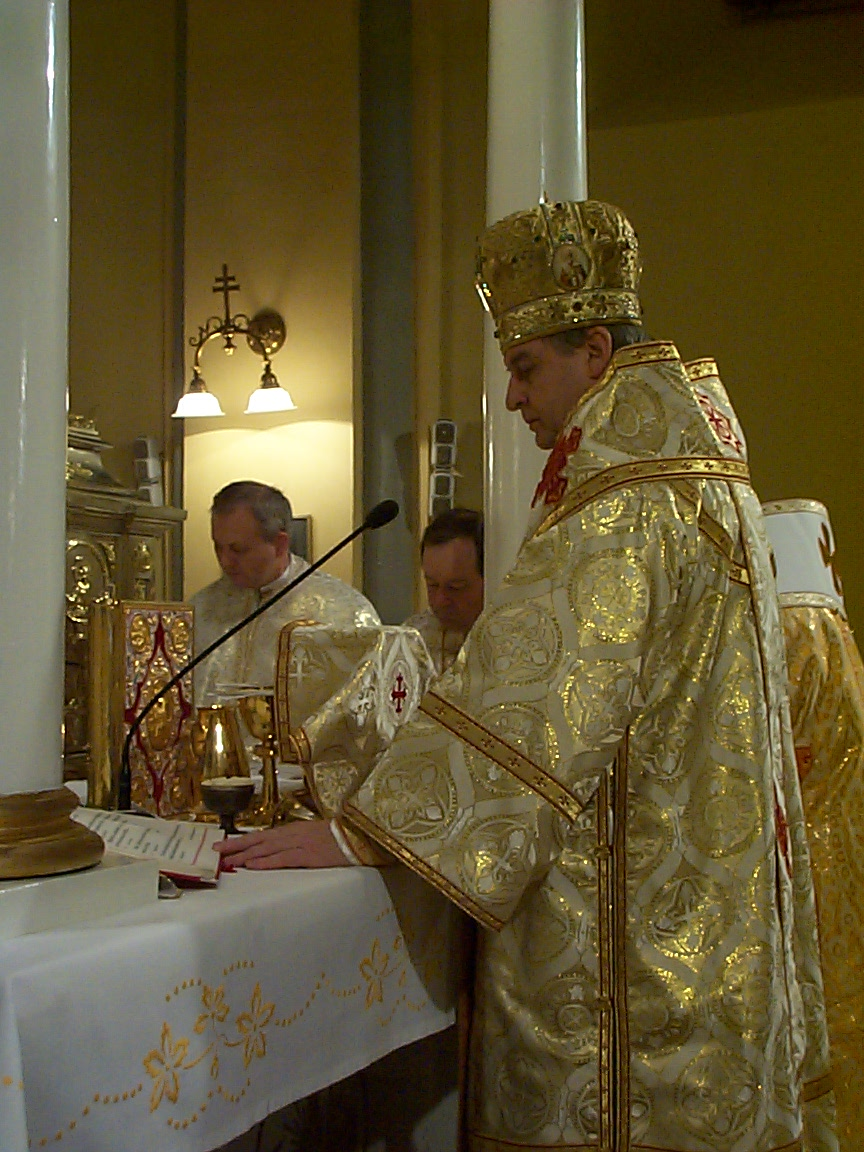
Monseñor Ján Babjak, obispo de la Iglesia greco-católica eslovaca. El celibato es obligatorio para los obispos en todas las Iglesias católicas orientales.

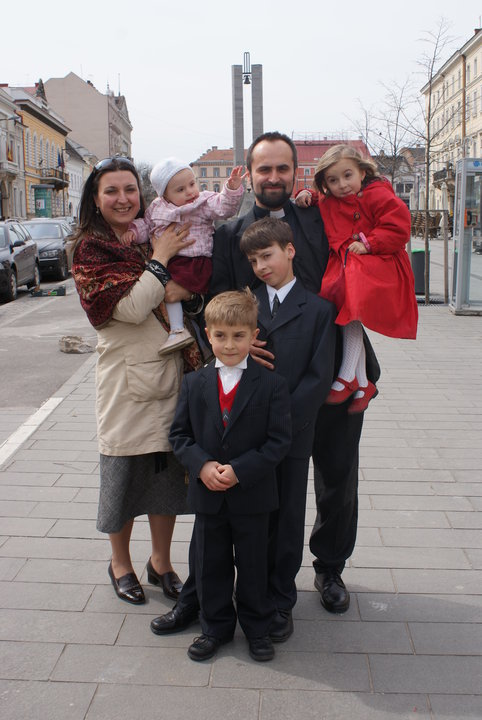
Presbítero de la Iglesia greco-católica rumana con su familia. En algunas Iglesias católicas orientales hombres casados pueden llegar a ser diáconos y presbíteros y seguir viviendo con sus esposas.

No hay que considerar las disciplinas de las Iglesias católicas orientales como excepciones a una norma universal o como una «dispensa papal»: cada una de estas Iglesias tiene sus propias tradiciones practicadas desde siglos, y la plena comunión con la Sede Apostólica no requiere abandonarlas reemplazándolas con tradiciones latinas.
De hecho, el Código de los cánones de las Iglesias orientales afirma: «El celibato del clero, elegido por el reino de Dios y tan congruente con el sacerdocio, debe ser considerado en todas partes de altísimo valor, de acuerdo con la tradición de la Iglesia entera; y el estado de los clérigos casados, que la práctica de la Iglesia primitiva y de las Iglesias orientales desde siglos sanciona, debe también ser honrado».
«Con respecto a la admisión a las órdenes sagradas de hombres casados se observen el derecho particular de cada Iglesia  sui iuris  o las normas especiales establecidas por la Sede Apostólica». Algunas iglesias católicas orientales tienen clero no solo célibe sino también casado, otras (como la Iglesia católica siro-malabar y la Iglesia católica siro-malankara) no.
A finales del siglo XIX hubo una gran inmigración de católicos orientales a regiones de los Estados Unidos y Canadá, donde a los católicos ya residentes, que conocían solo la disciplina latina, parecía un escándalo encontrar sacerdotes católicos con esposas y familias. Por eso, a petición de los obispos locales, la Santa Sede emitió normas especiales para esas regiones para prohibir allí el ejercicio del ministerio sacerdotal por clérigos casados. Pero en la segunda mitad del siglo XX se creó en muchos países fuera de los territorios tradicionales de las iglesias católicas orientales eparquias y ordinariatos para la atención pastoral de sus fieles, y desde 2014 todos los respectivos eparcas y ordinarios pueden permitir en sus territorios, sin pedir permiso a la Santa Sede, el servicio de sacerdotes casados de su iglesia y pueden ordenar hombres casados de sus jurisdicciones.
En las iglesias católicas orientales, como en la latina, un hombre casado no es idóneo para el episcopado.

### Celibato sacerdotal en las Iglesias ortodoxas bizantinas

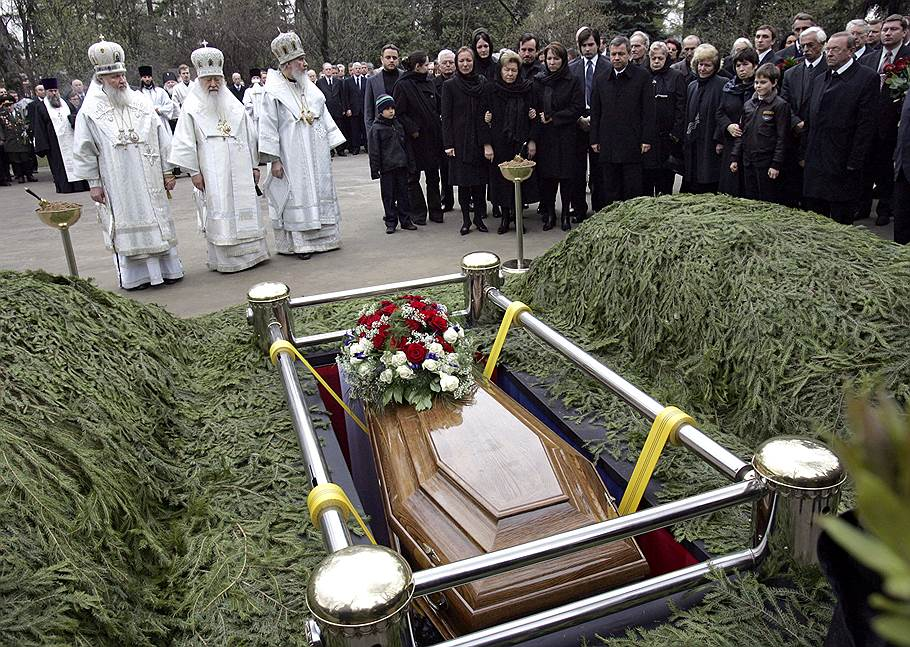
Obispos de la Iglesia ortodoxa rusa al funeral de Borís Yeltsin. No está permitido a los obispos de las iglesias ortodoxas bizantinas estar con esposas

Las iglesias ortodoxas bizantinas exigen la abstención completa de relaciones sexuales a todos los obispos, a los presbíteros y diáconos solteros o viudos, a los cuales no permite ni casarse ni volver a casarse. Sin embargo no conserva para presbíteros y diáconos casados la obligación de la continencia total, que según lo que testimonian los concilios de Elvira (c. 306) y Cartago (390), Epifanio de Salamina y Papa Siricio, correspondía en el siglo IV tanto a estos cuanto a los obispos.
A obispos, presbíteros y diáconos y también a subdiáconos estas iglesias excluyen el matrimonio después de la ordenación, incluso en los casos de fallecimiento de la esposa de un clérigo casado.
Las actuales normas fueron establecidas por el Concilio Quinisexto del 692. De acuerdo con estas normas, no puede llegar a ser ni obispo ni presbítero ni diácono ni ser incluido en ninguna manera en la lista sacerdotal aquel que después del bautismo haya contraído un segundo matrimonio o haya vivido en concubinato o se haya casado con una viuda, una divorciada, una prostituta, una esclava o una actriz. Si un presbítero haya por ignorancia contraído un matrimonio ilícito (por ejemplo no sabiendo que la esposa era viuda o divorciada), el matrimonio debe ser disuelto y el sacerdote ya no debe tener relación con la esposa; puede todavía tomar asiento entre los presbíteros, pero debe abstenerse de todo ministerio sacerdotal. Es ilícito para subdiáconos, diáconos y presbíteros contraer matrimonio después de la ordenación: si quieren casarse, que lo hagan antes de la ordenación, mas quien se haya atrevido a casarse después de la ordenación debe ser depuesto. Se prohíbe a los obispos convivir con sus esposas. La mujer de quien es promovido al episcopado debe ser separada de él de consentimiento mutuo y después de la ordenación de él debe entrar en un monasterio lejos de donde él vive. Su mantenimiento será a costa de él y puede ser promovida a diaconisa, si es digna.
Así el Concilio Quinisexto no impuso a los obispos el celibato en el sentido de soltería, pero sí les impuso la continencia completa. En los sucesivos siglos prevaleció en las iglesias ortodoxas bizantinas la costumbre que todos los presbíteros, ya antes de ser ordenados, debían o casarse o hacerse monjes, se hizo prácticamente una norma de esas iglesias elegir a los obispos únicamente de entre los monjes.
El canon 13 dice: «Como hemos sabido que la Iglesia de Roma estableció la norma de que los candidatos, antes de recibir la ordenación como diácono o presbítero, hagan una promesa pública de no tener más relaciones con sus esposas, nosotros, adecuándonos a la norma antigua de estricta observancia y disciplina eclesiástica, queremos que los matrimonios legítimos de hombres consagrados se continúen también en el futuro, sin disolver el vínculo que une a estos hombres con sus esposas, ni privándoles de las relaciones mutuas en los momentos oportunos. De esta forma, si se estima que alguien es digno de ser ordenado subdiácono, diácono o presbítero, no se le impida acrecentar su dignidad por el hecho de tener una legítima esposa, ni se le exija una promesa en el momento de su ordenación de abstenerse de las relaciones legítimas con su propia esposa, pues de otra forma se insultaría el matrimonio que fue instituido por Dios y bendecido por su presencia, mientras la palabra del Evangelio nos dice: 'Lo que Dios ha unido, no lo separe el hombre', y el apóstol enseña: 'Sea respetado el matrimonio por todos y el lecho conyugal sin mancha', y también: ¿Estás unido a una mujer por los vínculos del matrimonio? Procure entonces no romperlos.' Por otra parte, sabemos que los padres reunidos en Cartago, como una medida de precaución a causa de la seriedad de la moral de los ministros del altar, que los subdiáconos en contacto con los sagrados misterios, así como los diáconos y los presbíteros, deberían abstenerse de sus esposas durante los períodos que les están específicamente asignados, por tanto mantendremos también lo que fue enseñado por los apóstoles y observado desde la antigüedad, sabiendo que hay un tiempo para cada cosa, especialmente para el ayuno y la oración; ciertamente es necesario que aquellos que se aproximan al altar, al entrar en contacto con las cosas sagradas, sean continentes en todos los aspectos, de tal forma que puedan obtener con toda simplicidad lo que piden a Dios. Por tanto, si alguien, actuando contra los cánones apostólicos, se atreve a privar a un clérigo con órdenes sagrados –presbítero, diácono o subdiácono– de las relaciones conyugales y la sociedad de su esposa con la excusa de la piedad, sea excomulgado, y si persista, sea depuesto».
Ha sido ampliamente comentado el hecho de que lo que el Concilio de Cartago decretó en 390 no es lo que el Concilio Quinisexto le atribuyó tres siglos más tarde.
El Concilio Quinisexto permitió a los sacerdotes en las iglesias bárbaras, y solo en consideración de su «pusilanimdad» y de «la extrañeza e instabilidad de sus costumbres», practicar con el consentimiento de sus esposas la continencia total, a condición de no convivir de ninguna manera con ellas, para así demostrar perfectamente el cumplimiento de su voto. Hay diversidad de opiniones sobre la cuestión si por «iglesias bárbaras» el Concilio quisiese indicar la Iglesia latina.
Después del Concilio Quinisexto, en las iglesias ortodoxas bizantinas se estableció una ley que los que querían ser sacerdotes debían o casarse o entrar en un monasterio antes de la ordenación. El matrimonio llegó a ser tan esencial a un sacerdote que no fuese monje, que en caso de muerte de la esposa el sacerdote viudo debía renunciar a su servicio eclesial, de acuerdo con un canon que se mantuvo en vigor en la iglesia rusa durante 163 años. Aún hoy un viudo no puede tener acceso al sacerdocio en las iglesias ortodoxas bizantinas.